# Пон-Нёф (станция метро)
Пон-Нёф (фр. Pont Neuf) — станция линии 7 Парижского метрополитена, расположенная в I округе Парижа. Названа по одноимённому мосту, являющемуся старейшим мостом через Сену в Париже. Также рядом со станцией располагаются Луврский дворец и мэрия I округа.

## История
- Станция открылась в 1926 году на участке Пале-Руаяль — Мюзе-дю-Лувр — Пон-Мари.
- Пассажиропоток по станции по входу в 2011 году, по данным RATP, составил 1 612 517 человек[2]. В 2013 году этот показатель незначительно вырос до 1 614 109 пассажиров (274 место по уровню входного пассажиропотока в Парижском метро)[3].

## Путевое развитие
К востоку от станции на перегоне Пон-Нёф — Шатле располагается пошёрстный съезд с удлинённой трёхпутной вставкой.